# Bernard Butler (Politiker)
Bernard Butler (* 1. September 1886; † 13. März 1959) war ein irischer Politiker und gehörte von 1943 bis zu seinem Tod dem Unterhaus des irischen Parlaments an.
Butler wurde 1934 erstmals in den Dáil Éireann gewählt und konnte seinen Sitz bei den nächsten fünf Wahlen verteidigen. In seiner Zeit als Abgeordneter übte er auch von 1953 bis 1954 das Amt des Oberbürgermeisters von Dublin (Lord Mayor of Dublin) aus.
Bei den durch seinen Tod nötig gewordenen Nachwahlen wurde der Fine-Gael-Politiker Richie Ryan am 22. Juli 1959 in das Unterhaus gewählt.
Butler war 30 Jahre lang Schuldirektor der St. Joseph's Boys' National School in Terenure.